# Dragoslav Marković
Dragoslav Marković, detto Draža (Popović, 28 giugno 1920 – Belgrado, 20 aprile 2005), è stato un politico jugoslavo poi serbo, che ha servito come presidente e primo ministro della Serbia durante l'epoca della Repubblica Socialista Federale di Jugoslavia.

## Biografia
Marković nacque nel villaggio Popović vicino a Sopot. I suoi genitori Milorad "Mića" e Anka, erano due insegnanti che prima di lui avevano concepito altri tre figli.
Dopo aver concluso la scuola elementare nel suo villaggio d'origine, inizio a frequentare il ginnasio di terzo grado di Belgrado. Sotto l'influenza di sinistra del padre e del fratello Moma Marković, che era gia a quei tempi uno dei leader dell'organizzazione di partito nella facoltà di medicina, entrò a far parte del movimento rivoluzionario giovanile. Nel 1937, come pupillo all'ottavo grado del ginnasio, venne arrestato per attività comunista e dopo tre settimane in custodia venne espulso dal ginnasio. In seguito si trasferì a Pančevo, dove concluse il suo ottavo grado e si laureò. Dopo aver finito la scuola superiore, si iscrisse alla facoltà di medicina dell'Università di Belgrado.
Partecipò alla Seconda guerra mondiale come combattente nella resistenza comunista jugoslava.
Nel 1958, divenne segretario dell'educazione del consiglio esecutivo della Serbia, e nel 1960 fu eletto come membro del comitato esecutivo del comitato centrale della Repubblica Socialista di Serbia. Dal 1963 al 1967 fu ambasciatore della Repubblica Socialista Federale di Jugoslavia in Bulgaria. Dal 1967 al 1969 tenne le funzioni di presidente del consiglio dell'assemblea della Repubblica Socialista di Serbia e di presidente della commissione costituzionale della Repubblica Socialista di Serbia. Dal 1969 al 1974 fu presidente dell'assemblea della Repubblica Socialista di Serbia, e dal 1971 al 1974 fu membro della prima presidenza della Repubblica Socialista Federale di Jugoslavia. Quando nel 1974, in accordanza con la prima costituzione, venne istituita la carica di presidente della presidenza della Repubblica Socialista di Serbia, fu il primo a detenere tale carica dal 1974 al 1978. Fu in seguito presidente dell'assemblea federale della Repubblica Socialista Federale di Jugoslavia dal 1978 al 1982. Dal 1983 al 1984 fu presidente della presidenza del comitato centrale della Lega dei Comunisti di Jugoslavia.
Al tempo dell'entrata in scena al potere di Slobodan Milošević, si trovò in disaccordo con le politiche di quest'ultimo e si ritirò. Nel 1986 dopo il suo ritiro, fu membro del consiglio federale fino alla sua abolizione nel 1990. Negli anni seguenti fu uno dei più critici oppositori del regime di Slobodan Milošević e di Mirjana Marković, di cui era zio.
Morì il 20 aprile 2005 a Belgrado, dove venne cremato e in seguito sepolto nel nuovo cimitero di Belgrado.
Marković fu decorato con diverse onorificenze jugoslave e straniere, incluso l'Ordine dell'Impero Britannico e la Legion d'onore.